# Юлдашево (Абзелиловский район)
Юлда́шево (баш. Юлдаш) — деревня в Абзелиловском районе Республики Башкортостан России, входит в состав Гусевского сельсовета.

## Географическое положение
Расстояние до:
- районного центра (Аскарово): 13 км,
- центра сельсовета (Гусево): 9 км,
- ближайшей железнодорожной станции (Магнитогорск-Пассажирский): 55 км.

## Население
| 1968 | 2002 | 2009 | 2010 |
| ---- | ---- | ---- | ---- |
| 295  | ↘272 | ↗373 | ↘340 |

### Национальный состав
Согласно переписи 2002 года, преобладающая национальность — башкиры (99 %).